# 박스미디어
(주)박스미디어(BOXMEDIA)는 2009년 설립한 대한민국의 종합 영화, 음악, 예능, 드라마의 제작사이다.

## KBS
- 대운을 잡아라

## 타사
- 굿캐스팅

## 음악
- 히든싱어